# 이종범 (만화가)
이종범(1982년~)은 대한민국의 만화가이다.

## 생애
8살 때 처음으로 드래곤 볼의 한 장면을 모작한 것이 주위 친구들에게 좋은 평을 받으면서 만화가가 되기로 결심했다고 한다. 본인은 원래 중학교만 졸업하고 전업 만화가의 문하생으로 들어가려는 생각이 있었다고 하나, 만화가가 되려면 공부를 해야한다고 조언한 동네 어느 안 팔리는 만화가 아저씨의 말을 곧이 곧대로 듣고 만화가가 되기 위해 연세대학교 심리학과에 입학했다고 한다.
만화가 김수용의 [힙합]을 보고 "취재가 받쳐주는 만화는 재미있을 수 밖에 없다"는 생각을 하여 목표하던 음악만화를 위해 음악을 시작했다가 결국 20대의 대부분을 연주자로 살아갔다. 홍대 등지에서 인디밴드의 EP녹음을 위한 세션드러머 활동을 했고 재즈밴드를 이끌고 각종 행사에서 연주를 한 기록이 있다. 대학을 졸업하면서 만화가 데뷔준비를 다시 시작했다. [투자의 여왕]으로 스투닷컴을 통해 웹툰 데뷔에 성공하기 전까지 잡지 [재즈피플]에서 재즈에 관한 카툰 [소왓툰]을 연재했다. 그러나 이 때엔 본인이 좋아서 원고를 했으며 원고료는 받지 못했고 대신 공연 티켓 등을 받았다. [소왓툰]부터 [투자의 여왕]까지 전문 소재를 공부해서 스토리를 만드는 극화를 했으나 학습 만화같은 느낌이라는 평을 받았다고 자평한다. 그러나 2011년 네이버 웹툰[닥터 프로스트]를 통해 전문소재의 취재기반 만화를 훌륭하게 극화 안에 담아내었다는 평을 받는다.
라디오 디제이가 꿈이었다고 하는데, 그래서인지 현재 웹툰 작가들의 팟캐스트 [웹툰 라디오]에서 메인 진행자를 맡고 있으며 2013년부터 공중파에도 진출해 EBS 라디오 [경청]에서 DJ를 한 적이 있다.
그 이후 역시, 공중파 라디오 방송 EBS에서 오후 1시에 시작하는 [라디오 웹툰]을 메일으로 진행했으며, 2015년 6월 23일 기준으로는 매주 수요일 공중파 SBS라디오 호란의 파워FM과 매주 일요일 MBC [타블로의 꿈꾸는 라디오]에 고정게스트로 출연한 바 있다.
또한, TVN 더 지니어스3에 출연하여 문철마삼이란 신종 유행어를 만들며 끝가지 가지 못하고 당당하게 떨어졌다.

## 학력
- 청계초등학교
- 과천문원중학교
- 안양고등학교
- 연세대학교 심리학

## 작품
- 《투자의 여왕》2009
- 《닥터 프로스트》2011.2.2 ~ 연재 중

## 기타
- 《OCN[닥터프로스트]》 드라마 2014.11.23~2015.02.03

## 수상 경력
2012 대한민국 콘텐츠 대상 장관상, 2012 독자만화대상 온라인 만화상

## 출연

### 예능
- tvN 《더 지니어스: 블랙가넷》 (2014년)
- tvN 《더 지니어스: 그랜드 파이널》9회 게스트 (2015)

### 라디오
- SBS 파워FM 배성재의 텐 목요일 고정게스트: 2020년 3월 5일 ~ 현재
- SBS 파워FM 배성재의 텐 스페셜 DJ: 2022년 2월 14일 ~ 2월 20일